# Gears of War
Gears of War es un videojuego de disparos en tercera persona, del género  acción-aventura y estrategia y terror, desarrollado por Epic Games utilizando el motor de videojuego Unreal Engine 3. Gears of War fue publicado por Microsoft Game Studios para la consola Xbox 360 el 1 de noviembre de 2006 en América del Norte, el 5 de noviembre en Europa, el 6 de noviembre en Australia y el 10 de enero de 2007 en Japón.

## Historia
Todo comienza en un planeta ficticio llamado Sera, en la cual se gestaron las Guerras del Péndulo, la cual duró 79 años, cuando la CGO peleaba contra la URI (por sus siglas en español) o también conocida como Unión de Repúblicas Independientes, al querer su dominio sobre la Imulsión, una fuente de energía (similar al petróleo de la Tierra). La CGO robó el arma más poderosa de la URI, llamada Martillo del Alba, así la CGO podría causar más daño a la URI y obligarlos a rendirse. Tras la rendición de la URI, todo fue paz, pero solo seis semanas después, los Locust, una especie de forma humanoide que vivía en el subsuelo de Sera, emergen a la superficie, ya que, con la minería de la Imulsión, los tuneles Locust se ven afectados e inundados, y los Lambent (Locusts infectados por la Imulsión) les estaban ganando terreno a pasos agigantados. Los Locust habían estado llevando una ensangrentada y cruda lucha contra los Lambents, así que la reina Myrrah (la reina de los Locusts) enfadada por ello reunió a sus tropas y los guió a la superficie bajo la excusa de que es la parte de Sera que los Locusts merecían. Ese día fue llamado "EL DÍA DE LA EMERGENCIA" o "DÍA E". Cuando eso pasó, los locust querían tomar todo el planeta, eliminando en tan solo las primeras 26 horas a un tercio de la población humana. Tras todo eso comienza el argumento del juego....

## Argumento
La trama comienza 14 años después del Día-E. en Sera. Marcus Fénix, un prisionero de guerra de la CGO, es reintegrado en el ejército después de haber pasado cuatro años en la Prisión de Máxima Seguridad de Jacinto por abandonar su puesto militar con el fin de hacer un vano intento por salvar a su padre, Adam Fenix. Dominic Santiago, amigo personal de Marcus, lo saca de la prisión informándole que Hoffman indultó a todo aquel que estuviera en prisión para poder combatir a la Horda Locust, y lo lleva con el Escuadrón Delta, conformado por Anthony Carmine, Dominic Santiago, Marcus Fenix y liderado por el teniente Minh Young Kim. El pelotón es ordenado por Víctor Hoffman a obtener el "resonador", un dispositivo que haría mapas de los túneles de Locust para luego lanzar una Bomba de Masa Ligera (una bomba muy poderosa desarrollada a partir de la Imulsión), que destruirá todos los túneles Locusts. El pelotón Delta recupera el dispositivo, pero sufren múltiples bajas en el proceso entre ellas Anthony Carmine y el teniente Kim. En medio del caos, Fénix lleva a los soldados restantes a través de las ruinas del planeta Sera donde enfrentan a una Berserker, a una instalación minera donde la lucha del pelotón Delta y los Locust se vuelve muy intensa, y finalmente a las profundidades del planeta.
El escuadrón Delta logra detonar el resonador, pero solo para descubrir poco después que el dispositivo no logra su objetivo. Afortunadamente, descubren un mapa más grande de la red que se origina de la antigua casa de Fénix, en concreto el laboratorio de su padre. Cuando llegan, Delta se encuentra con una gran resistencia Locust. Después de recoger los datos, el pelotón huye de la finca en un transportatropas blindado siendo perseguidos por un Brumak (en la versión PC se relata lo ocurrido en el viaje). Marcus y Dom atraviesan un tren el cual carga la bomba de Masa Ligera en la cual deben colocar los datos que tomaron de la Mansión Fénix para que sea efectivo el golpe con la bomba en la red de túneles. Después de acabar con varios Locust tienen un enfrentamiento con el general RAAM (el cual asesinó al Teniente Kim), en el momento de la lucha logran acabar con él y cargan los datos para la activación de la bomba. Luego de esto Marcus y Dom son rescatados en un helicóptero que los esperaba con la ayuda del coronel Hoffman antes de que el tren se precipite desde un puente destruido hacia un lago de Imulsión por debajo de la superficie. Completamente activada, la bomba de Masa Ligera explota en la red de túneles Locust. En la secuencia final del juego, Hoffman ofrece un discurso de victoria por el colapso de los túneles, con lo cual la voz de la Reina Locust finaliza prometiendo que los Locust seguirán luchando y no se detendrán.

## Capítulos
El juego se divide en cinco actos, desarrollándose cada uno de estos en una zona concreta y muy amplias cada zona del juego está arreglada para cada vídeo dado. Todos los capítulos incluyen diversas cinemáticas antes, durante y después del mismo. Algunos capítulos incluyen un jefe final cuyo acto en el juego es importante y más difícil de derrotar que los enemigos normales pero depende más de la dificultad en la que se esté jugando, tanto que tienen una dificultad pero no mayor a la del último jefe.

### Acto 1: Cenizas
El soldado Dominic Santiago, bajo ordenes del coronel Hoffman, es enviado junto al resto del escuadrón Delta a liberar a todos los prisioneros de la carcél de Maxima Seguridad de Jacinto, entre ellos se encontraba Marcus Fenix, un prisionero de guerra (y protagonista del juego), en la prisión se encuentran con varios grupos de Locusts que van a intentar matar al pelotón Delta (aunque no lo hacen, logran derribar un helicóptero) tras el peligro que suponían los Locusts en la prisión, el teniente Minh Young Kim ordena la evacuación para terminar con la operación, mientras evacuaban, el escuadrón se da cuenta de que un Corpser (una bestia gigante de los Locusts con aspecto similar a una araña y que es utilizada para cavar túneles) los estaba siguiendo.
Tras escapar de la prisión, se dirigen a Embry Square de donde recibieron la última llamada de Alfa. Allí descubren dos cuerpos al costado de un agujero de emergencia (de donde salen los locust a la superficie). Por ordenes del mando, se dirigen a la casa de los soberanos, donde Carmine muere a causa de un disparo de un Drone francotirador, dejándole un hueco en la cabeza. Posteriormente el grupo se encuentra con un integrante del pelotón Alfa: Augustus Cole "Train Cole", un exjugador del "Trash Ball", quien se une al pelotón Delta. Pero pierden comunicación con Control a causa de los Sembradores (una bestia locust gigantesca). Pero por suerte se encuentran con un arma llamada martillo del alba, la cual es la única que puede acabar con los sembradores, después de destruir a los tres sembradores vuelve la comunicación y encuentran a los supervivientes del equipo Alfa en la tumba de los desconocidos que está enfrente de su posición.
Al encontrar a los supervivientes del pelotón Alfa, que está integrado por Baird y otros soldados, estos son atacados por los refuerzos Locust, y aquí es donde el General RAAM hace su primera aparición dentro del juego matando al teniente Kim con su cuchillo. Al estar completamente rodeados, se ven obligados a entran a la Tumba de los Desconocidos. 
Al entrar a la Tumba, descubren la presencia de una Berserker, lo cual hace que el soldado sobreviviente del Pelotón Alfa se desespere y escape en pánico, siendo asesinado brutalmente por la Berserker. Marcus y Dom necesitan sacarla, haciéndole romper paredes de la tumba para posteriormente matarla con el martillo del alba. Por sus acciones, Marcus es ascendido a Sargento y asume control del Pelotón tras la muerte del Teniente Kim.

### Acto 2: Anochecer
Marcus, Dom, Cole y Baird buscan la manera de salir de la ciudad. Hoffman les comunica que deben activar el resonador en la fábrica de Imulsión Lethya, al oeste de su posición. Sin embargo, se hace de noche, y por la noche salen los Krill, letales para humanos y Locust. El equipo debe abrirse paso entre las hordas enemigas para llegar a un poblado de supervivientes.
Los supervivientes malviven como pueden, plagados de ratas (su única comida en general) y rodeados de Locust y Krills. Dom busca a Franklin, el líder, quien le debe un favor y por ello logra que le deje tomar prestado el Junker, pero está tras dos puntos de control, en territorio enemigo. Marcus y Dom deberán ir por los diversos puntos derribando Locust y escapando de los Krill, a base de encender luces, mientras Cole y Baird se quedan a ayudar a los supervivientes.
Por el camino tendrán que sobrevivir a cruzar un río, a un borracho que les tiene que ir encendiendo las luces del camino, y al contraataque Locust que se produce en una gasolinera. Al final lograrán alcanzar el vehículo y, tras escapar de los Krill, volverán a defender el poblado, donde se está formando una gran batalla. Los supervivientes del poblado luchan en la última batalla, donde hay boomers, francotiradores y drones.

### Acto 3: El vientre de la bestia
Tras entrar en la fábrica, encuentran a un superviviente que los guía durante poco tiempo, ya que cae de un piso de madera muy frágil y lo despedazan los desgraciados lambet (primera aparición de estos en los videojuegos sin muchos cambios aparentes a los de Gears of War 3). Luego de esto continúan solos. Dentro de la fábrica de Inmulsión, el líquido más caro del planeta. Ahí tendrán que enfrentarse a su primera batalla con un Corpser, y derrotar a unos guardias Theron. Poco después usarán el resonador en la estación de bombeo, sin lograr los efectos deseados. Entonces, Baird se dará cuenta, gracias a un aparato que es igual que el que Carmine tira en el episodio 1, de que ya disponían de mapas bastante completos, que parecían provenir de la casa de Marcus, su próximo destino. Luego en la cinemática RAAM hace su segunda aparición matando a un soldado de la CGO con una pistola (en Gears Of War Ultimate Edition RAAM mata al mismo soldado primero aplastando su casco y a continuación le tuerce el cuello).

### Acto 4: El largo camino a casa
El equipo vuelve a la ciudad, solo para encontrarse con un gran contraataque Locust. Los Locust intentarán frenar el avance, con múltiples escaramuzas repletas de todo tipo de enemigos, incluyendo otra Berserker. Al final, el equipo logrará llegar a la casa de Marcus, donde deben ir al laboratorio en busca de los mapas.
Tras conseguirlos, y descubrir que hay miles de túneles plagando el planeta, el equipo deberá intentar salir de la casa, que está siendo asediada. Tras una última persecución, en la que casi son destruidos por un Brumak, el equipo logra ir a la estación, donde está el tren que contiene su última esperanza.

### Acto 5: Desesperación
En la versión para PC, este acto contiene una escena extra: después de la persecución del Brumak, el equipo detiene su avance por un puente levadizo abierto, con el cual se retrasan y el Brumak los alcanza, después tendrán que reactivar la energía del puente y matar a un sembrador sin martillo del alba, entonces se enfrentaran al Brumak con solo sus armas normales y lo harán que avance a unos generadores y quedará muerto, entonces reactivarán el puente y seguirán su camino directo hasta la estación del tren.
El equipo intenta subirse al tren, pero son sorprendidos por un ataque Locust. Durante el ataque, Marcus y Dom lograrán subir al tren, quedando Cole y Baird en la estación, esperando a ser recogidos por Hoffman. Marcus y Dom deben llegar a la parte delantera del tren, donde está una potente bomba que acabará con los Locust.
Por el camino se enfrentarán a todo tipo de enemigos, incluyendo otra Berserker sin martillo del alba, y a varios Reavers. Los infames estarán a punto de detener el tren, pero al final ambos llegarán a la parte delantera, donde les espera el General RAAM. Ya es de noche de nuevo, y los Krill, aliados de RAAM, atacarán sin piedad. Aquí se desarrolla la última batalla, entre Marcus, Dom, y el helicóptero con Hoffman, Cole y Baird, contra RAAM, los Krill y los Reavers. Una vez derrotado RAAM, la bomba llegará a su destino, destruyendo la mayoría de los túneles Locust y destruyendo las madrigueras de Krills dando la victoria a los Gears por un tiempo.

## Modos de juego
El juego se basa en frenéticos tiroteos donde es vital usar la cobertura que ofrecen los escenarios para mantener al personaje a salvo. La campaña principal está dividida en 5 actos, que pueden ser jugados tanto individualmente como en modo cooperativo, ya sea en la misma consola, mediante red local o la red en línea.
El modo multijugador presenta distintos tipos de batallas entre los CGO y los Locust, hasta 4 jugadores por cada bando. El objetivo y las posibilidades de juego varían de un modo a otro, incluyendo un total de 4 modos de juego, aunque algunos son muy similares entre sí. Al principio de cada partida, cada uno de los 8 jugadores posibles eligen bando.
Todos los jugadores de un mismo equipo pueden saber en todo momento donde está el resto de su equipo, y si está derribado o no, así como las estadísticas de la partida.

### Zona de Guerra o Duelo por Equipos
Es el modo más jugado en línea, y trata de eliminar completamente al equipo contrario. Cada equipo empieza en una de las dos zonas de comienzo del mapa (exceptuando Raven Caído, que tiene cuatro), y deben intentar conseguir buenas posiciones estratégicas, adquirir las armas más potentes del mapa, y buscar y eliminar a cada uno de los miembros del equipo contrario.
Cuando un jugador consigue dañar suficientemente a un enemigo, este cae al suelo, y queda en estado derribado. En este estado, el jugador solo puede ralentizar su muerte pulsando repetidamente "A", en espera de que un jugador de su bando lo reanime o sea rematado por un jugador del equipo contrario pero aquí solo se cuenta con una vida por ronda.

### Ejecución
Modo de juego similar a "Warzone" (zona de guerra en español) en el que cada vez que se derribe un oponente se necesita realizar una ejecución como su nombre lo indica para eliminar a un oponente

### Anexo
Es un modo que se añadió en la última actualización, y el más diferente a todos los anteriores. Este modo trata de intentar tomar y defender un punto del mapa, para ganar puntos, evitando que el equipo contrario haga lo mismo. Los jugadores resucitan en oleadas de 15 segundos en uno de los dos puntos del mapa, y deben correr a hacer las operaciones oportunas.
Los puntos a defender del mapa son siempre armas concretas, y disponen de 60 puntos. Cuando un equipo entra en el círculo que rodea al mapa, comienza a capturar el punto. Cuantos más jugadores estén en el punto, antes será capturado. Una vez capturado, los jugadores pueden abandonar el punto para tomar mejores posiciones, y van ganando un punto por segundo.
El otro equipo debe intentar quitarles el punto, bastando que haya un jugador más en el punto. Entonces el punto comienza a volverse neutral, y, eventualmente, a ser capturado por dicho equipo. Cuando un punto ha dado 60, este cambia aleatoriamente a otra arma del mapa. La partida termina cuando un equipo consigue los puntos estipulados al comenzar la partida.

### Guardia o asesinato
En este tipo de partida se debe de matar a quemarropa al líder del equipo contrario, y con eso el juego se acaba. Las reglas se basan en la ejecución, y todos los jugadores pueden morir y dejar solo a su líder.
Este tipo de juego fue omitido en Gears of War 2, y fue cambiado al parecer por otro tipo de juego parecido, llamado Guardián, que fue un modo de juego el cual le encanto a los jugadores.

### Mapas multijugador
El juego consta de 10 mapas multijugador, con un paquete gratuito de 2 mapas descargable del bazar, y otro pack gratuito de 4 mapas.
- Punto muerto: Se trata de una carretera destrozada con diversos coches para esconderse. Incluye un lanzagranadas, un rifle de francotirador, dos Hammerburst y unas granadas. Este fue el mapa preferido de los fanes por lo tanto EPIC lo remodeló para jugarse en el próximo Gears of War 2, Gears of War 3 y Gears of War 4.

- Canales: Un mapa lleno de puentes, trozos de roca y agua. Incluye un arco explosivo, un arco cuyas flechas se clavan y explotan, dos rifles de francotirador, una pistola Boltok y granadas.

- Máquina de Guerra: El único mapa con Troika de todo el juego, trata de un interior derruido, con un Troika en la parte superior del decorado. Tiene un arco explosivo, un rifle de francotirador, y dos juegos de granadas.

- Mausoleo: El mapa con más escondrijos de todos,[cita requerida] incluye diversas tumbas y rocas. Tiene dos juegos de granadas, dos pistolas Boltok, un arco explosivo, un rifle de francotirador y un lanzagranadas.

- Tejados: Incluye dos martillos del alba, dos rifles de francotirador, un arco explosivo, dos pistolas Boltok y dos juegos de granadas. Se desarrolla en los tejados de la ciudad.

- Estación de Tyro: Un mapa que incluye unas vías de tren. Se puede ir por debajo de estas o por encima, ten cuidado de no ser arrollado por el tren que pasa cada pocos segundos. Incluye dos arcos explosivos, dos pistolas Boltok, un juego de granadas y un Martillo del Alba.

- Gasolinera: Un mapa que representa una antigua gasolinera. Tiene un almacén de autos de Gears y otro almacén donde se encuentra un Martillo del Alba, y en cajones de tráiler se encuentran dos rifles de francotirador , y en el mapa también hay dos juegos de granadas y dos Hammerburst.

- Mansión: En este mapa hay dos partes muy diferenciadas: el interior, lleno de muebles y recovecos gastados y destruidos, el exterior, con rocas por todos lados. Se puede encontrar un lanzagranadas, un rifle de francotirador, dos Hammerburst, un juego de granadas y una pistola Boltok.

- Torre Reloj: Un mapa con un pequeño aparcamiento abajo y una zona superior. Arriba hay un rifle de francotirador y un Hammerburst. Al comienzo de cada equipo se puede acceder a una pistola boltok. Por último, cerca del aparcamiento se puede acceder, saltando vallas, tanto a unas granadas como a un lanzagranadas.

- Escalada: El único mapa que no es en absoluto simétrico, incluye una zona plagada de escaleras. Un equipo empieza arriba y otro abajo, estando las mejores armas abajo pero la mejor posición estratégica arriba. El mapa incluye dos rifles de francotirador, cuatro juegos de granadas, una pistola Boltok y un Hammerburst, aunque al subir se puede encontrar otro juego de granadas.

- Raven Caído: Mapa del paquete gratuito. Incluye 4 zonas de las que pueden salir los jugadores, en forma de cruz. Es un mapa pequeño con un helicóptero en medio, y tan solo incluye dos juegos de granadas.

- Viejos Huesos: Mapa del paquete gratuito. Se desarrolla alrededor de un viejo museo, y tiene una lanzagranadas en el centro del mapa, dos juegos de granadas a un lado y un rifle de francotirador a otro.

- Pantano de Balas: Mapa del paquete originalmente de pago, actualmente gratuito. Se desarrolla en un pantano oscuro, en una tormenta. Tiene un camino inferior y otro superior. El inferior lleva al arco explosivo, mientras el otro lleva a un rifle de francotirador. Arriba, en el centro, hay granadas tanto de humo como las explosivas y un lanzagranadas. Por último, hay un generador de electricidad. Si este es disparado, los rifles de francotirador y el arco explosivo se quedan sin luz, permitiendo a los Krill atacar a los desprevenidos que se queden en dicha zona.

- Jardín: Mapa del paquete originalmente de pago, actualmente gratuito. Esta zona botánica incluye un martillo del alba y un lanzagranadas en medio del mapa. En cada comienzo, hay una cámara con gas, que debe desactivarse con tres botones que hay cerca del centro. Dentro de cada sala hay un rifle de francotirador.

- Proceso: Mapa del paquete originalmente de pago, actualmente gratuito. Una central de proceso de imulsión, donde hay sendas granadas, un rifle Sniper, un lanzagranadas y un arco explosivo. Dispone de unos cuantos caminos, y desde la mayoría de las armas se puede atacar a la localización del resto.

- Metro: Mapa del paquete originalmente de pago, actualmente gratuito. Un metro abandonado, con una zona superior y exterior (lloviendo), y una zona inferior interior. Hay tres escaleras que conducen de uno a otro lado, y hay algunos vagones en los que poder entrar. Arriba se pueden encontrar granadas y un rifle de francotirador, mientras abajo hay un lanzagranadas, granadas de mano y un arco explosivo.

El programa cuenta con más de mil efectos especiales para su buen uso y captación de la misma no es nocivo para la salud.

## Recepción
Gears of War es considerado hasta hoy como uno de los videojuegos más exitosos y galardonados de la historia, recibiendo puntuaciones perfectas en determinados sitios web como GameSpy, GamesRadar, entre otros. Tanto críticos como público general alabaron el dramatismo del argumento, el carisma de sus personajes y la variedad de enemigos, su mecánica de juego innovadora y su revolucionaria experiencia audiovisual. El sitio web Meristation le otorgó al juego una nota de 9,5 de 10 ("excelente"), elogiando al juego diciendo que es "una delicia en todos sus aspectos" y "un nuevo paso adelante", mientras que la página web 3Djuegos le dio una nota de 9,6 de 10 diciendo que " Aunque en el fondo no sea el título más original en cuanto a desarrollo, lo bien llevado que está el argumento y la acción, nos impide criticar este impresionante juego que hará las delicias de millones de personas". El foro de Vandal lo calificó con una nota de 9,4 de 10, refiriéndose a él como " una de las más intensas y divertidas experiencias de acción que hemos visto en los últimos años".
GOW fue galardonado en la Game Developers Choice Awards como "Mejor tecnología", "Mejor arte visual", "Mejor historia" y "Mejor juego" de 2006.

## Gears of War Judgment
Este juego fue anunciado por Epic Games en el E3 2012 y vio la luz en marzo del 2013, es el primer juego de la segunda saga de Gears of War, la historia se centra 14 años atrás del primer videojuego, donde el Teniente Damon Baird y el Escuadrón Kilo (Augustus Cole, Sophia Hendrick, Garron Paduk) son los protagonistas de la historia. El Multijugador es distinto a los anteriores juegos, pues en lugar de ser COG vs Locust, cambiará a COG vs UIR pero hay una nueva modalidad de juego denominada OverRun (Invasión), que básicamente se trata de una clase basada en la Horda y la Bestia. Dos equipos se deben enfrentar unos contra otros. Uno de los lados jugando como el COG, y el otro como Locust. Las clases disponibles de COG son: el ingeniero, que puede reparar barricadas y desplegar torretas, el Soldado, puede proveer de paquetes de munición y lleva el nuevo Booshka lanzagranadas, la Médica, que puede curar aliados utilizando granadas curadoras y el Explorador, que puede localizar enemigos para los compañeros utilizando granadas localizadoras.